# 세네르키아
세네르키아(이탈리아어: Senerchia)는 이탈리아 캄파니아주 아벨리노도의 코무네다. 이곳은 스파르타쿠스가 패배한곳이기도 하며 고대 성들의 폐허가 주목할만한 곳이다.